# Europäische Brunnengesellschaft
Die Europäische Brunnengesellschaft (European Well and Fountain Society) wurde am 4. März 2004 unter Vorsitz des Wasserchemikers und langjährigen Leiters der größten deutschen Fernwasserversorgung (BWV) sowie ehemals stellvertretenden Geschäftsführers der Stadtwerke, Dietrich Maier, in Karlsruhe gegründet. Zielsetzung der Gesellschaft ist u. a. die Pflege und Erhaltung von städtischen und historischen Brunnen, sowie die wissenschaftliche Untersuchung und Erforschung von Brunnenressourcen, Brunnenwässern und der für den Brunnenbetrieb relevanten Umgebungsbedingungen, die Anlage und Sanierung von Brunnen in Entwicklungsländern sowie allgemein die Förderung von Wissenschaft und Kultur im Zusammenhang mit Brunnen. Die Gesellschaft hat Mitglieder in Deutschland, der Schweiz, Frankreich, in den Niederlanden und Großbritannien. Ehrenmitglied war Max Markgraf von Baden.

## Aktivitäten
Die Brunnengesellschaft führt Ausstellungen und Vortragsveranstaltungen auch in Zusammenarbeit mit auf dem Gebiet tätigen Künstlern und Sachbuchautoren durch, setzt sich für den Erhalt und Weiterbetrieb europäischer städtischer Brunnen ein (Karlsruhe, Stuttgart, Hannover, Würzburg) und finanziert und betreut Brunnenprojekte in afrikanischen Trockengebieten. In wissenschaftlicher Zusammenarbeit mit dem Technologiezentrum Karlsruhe wurde ein Verfahren zur chemikalienfreien UV-Behandlung von zirkulierenden Brunnenwässern erarbeitet. Ferner wurde eine zentrale Ansprechstelle für Brunnenpflege und Brunnenbeschädigung eingerichtet.
Seit 2005 arbeitet die Gesellschaft auch im Tsunami-Katastrophengebiet in Sri Lanka an der Trinkwasserversorgung und Brunnenwiederherstellung. So ist sie in Kooperation mit der Universität Surrey an einem Großprojekt zur Sanierung von 80.000 kontaminierten Brunnen im Distrikt Jaffna beteiligt. Die Gesellschaft ist Kooperationspartner der International Water Aid Organization IWAO und der Engineers without Borders – KIT.

### Wasser- und Brunnenmuseum
Im Jahre 2005 wurde unter Mitwirkung der Gesellschaft im ältesten Karlsruher Wasserwerk „Durlacher Wald“ das erste deutsche Wasser- und Brunnenmuseum eröffnet. Als einziges Museum dieser Art kann man dort am Beispiel der Stadt Karlsruhe Einblicke in die Geschichte der Wasserversorgung bekommen.

### Präsidenten
- 2004–2009: Dietrich Maier
- 2009–2011: Hermann J. Roth
- 2011–2023: Harald Denecken
- seit 2023: Rahsan Dogan